# Elecciones a la Asamblea Regional de Murcia de 1999
Las elecciones a la Asamblea Regional de Murcia de 1999 se celebraron el 13 de junio.

## Resultados
| ← Elecciones a la Asamblea Regional de Murcia de 1999 → |                                                                             |                      |         |       |         |     |
| Presidente y gobierno | Partido                                                                     | Candidato            | Votos   | %     | Escaños | +/- |
| - Presidente: Ramón Luis Valcárcel - Gobierno: PP - Censo: 911.054 - Votantes: 616.397 (68,59%) - Abstención: 294.657 (31,4%) - Válidos: 609.604 - A candidatura: 600.781 (98,6%) | Partido Popular (PP)                                                        | Ramón Luis Valcárcel | 322.848 | 52,96 | 26      | =   |
| - Presidente: Ramón Luis Valcárcel - Gobierno: PP - Censo: 911.054 - Votantes: 616.397 (68,59%) - Abstención: 294.657 (31,4%) - Válidos: 609.604 - A candidatura: 600.781 (98,6%) | Partido Socialista de la Región de Murcia (PSRM-PSOE)                       | Ramón Ortiz          | 218.376 | 35,82 | 18      | +3  |
| - Presidente: Ramón Luis Valcárcel - Gobierno: PP - Censo: 911.054 - Votantes: 616.397 (68,59%) - Abstención: 294.657 (31,4%) - Válidos: 609.604 - A candidatura: 600.781 (98,6%) | Izquierda Unida de la Región de Murcia (IURM)                               | Joaquín Dólera       | 42.634  | 6,99  | 1       | -3  |
| - Presidente: Ramón Luis Valcárcel - Gobierno: PP - Censo: 911.054 - Votantes: 616.397 (68,59%) - Abstención: 294.657 (31,4%) - Válidos: 609.604 - A candidatura: 600.781 (98,6%) | Los Verdes (LV)                                                             |                      | 5.593   | 0,92  | 0       |     |
| - Presidente: Ramón Luis Valcárcel - Gobierno: PP - Censo: 911.054 - Votantes: 616.397 (68,59%) - Abstención: 294.657 (31,4%) - Válidos: 609.604 - A candidatura: 600.781 (98,6%) | Partido Demócrata Español (PADE)                                            | José Juan Cano Vera  | 5.505   | 0,92  | 0       |     |
| - Presidente: Ramón Luis Valcárcel - Gobierno: PP - Censo: 911.054 - Votantes: 616.397 (68,59%) - Abstención: 294.657 (31,4%) - Válidos: 609.604 - A candidatura: 600.781 (98,6%) | Unión Centrista-Centro Democrático y Social (UC-CDS)                        |                      | 1.829   | 0,30  | 0       |     |
| - Presidente: Ramón Luis Valcárcel - Gobierno: PP - Censo: 911.054 - Votantes: 616.397 (68,59%) - Abstención: 294.657 (31,4%) - Válidos: 609.604 - A candidatura: 600.781 (98,6%) | Partido Independiente Mar Menor-Movimiento Independiente Vecinal (PIMM-MIV) |                      | 1.560   | 0,26  | 0       |     |
| - Presidente: Ramón Luis Valcárcel - Gobierno: PP - Censo: 911.054 - Votantes: 616.397 (68,59%) - Abstención: 294.657 (31,4%) - Válidos: 609.604 - A candidatura: 600.781 (98,6%) | Unión de los Pueblos de Murcia (UPM)                                        |                      | 1.424   | 0,23  | 0       |     |
| - Presidente: Ramón Luis Valcárcel - Gobierno: PP - Censo: 911.054 - Votantes: 616.397 (68,59%) - Abstención: 294.657 (31,4%) - Válidos: 609.604 - A candidatura: 600.781 (98,6%) | Partido Convergencia Ciudadana del Sureste (CCS)                            |                      | 844     | 0,14  | 0       |     |
| - Presidente: Ramón Luis Valcárcel - Gobierno: PP - Censo: 911.054 - Votantes: 616.397 (68,59%) - Abstención: 294.657 (31,4%) - Válidos: 609.604 - A candidatura: 600.781 (98,6%) | Partido Nacional de los Trabajadores (PNT)                                  |                      | 168     | 0,03  | 0       |     |
| - Presidente: Ramón Luis Valcárcel - Gobierno: PP - Censo: 911.054 - Votantes: 616.397 (68,59%) - Abstención: 294.657 (31,4%) - Válidos: 609.604 - A candidatura: 600.781 (98,6%) | En blanco                                                                   | N/A                  | 8.823   | 1,45  | N/A     | N/A |
| - Presidente: Ramón Luis Valcárcel - Gobierno: PP - Censo: 911.054 - Votantes: 616.397 (68,59%) - Abstención: 294.657 (31,4%) - Válidos: 609.604 - A candidatura: 600.781 (98,6%) | Nulos                                                                       | N/A                  |         |       | N/A     | N/A |

### Investidura del Presidente de la Región de Murcia
| Candidato                 | Fecha                                                  | Voto       |    |    |   | Total |
| ------------------------- | ------------------------------------------------------ | ---------- | -- | -- | - | ----- |
| Ramón Luis Valcárcel (PP) | 8 de julio de 1999 Mayoría requerida: Absoluta (23/45) | Sí         | 26 |    |   | 26/45 |
| Ramón Luis Valcárcel (PP) | 8 de julio de 1999 Mayoría requerida: Absoluta (23/45) | No         |    | 18 | 1 | 19/45 |
| Ramón Luis Valcárcel (PP) | 8 de julio de 1999 Mayoría requerida: Absoluta (23/45) | Abstención |    |    |   | 0/45  |

## Por circunscripciones
| Circunscripción | 1.ª | 2.ª | 3.ª | 4.ª | 5.ª | Total |
| --------------- | --- | --- | --- | --- | --- | ----- |
| PP              | 3   | 6   | 13  | 2   | 2   | 26    |
| PSOE            | 4   | 4   | 7   | 2   | 1   | 18    |
| IU              | -   | -   | 1   | -   | -   | 1     |